# Рождество Христово в России
Рождество Христово — христианский праздник, связанный с памятью о рождении Иисуса Христа, утверждён согласно датировке празднования, принятой в Русской православной церкви. Отмечается в России 7 января по григорианскому календарю, что соответствует 25 декабря по юлианскому календарю.

## История

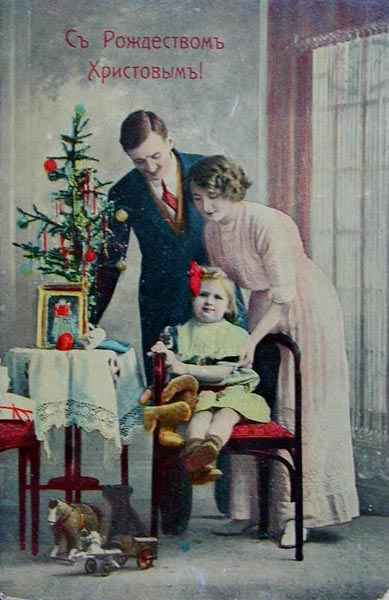
Русская рождественская открытка (начало XX века)

На Руси праздник Рождества стал официальным торжеством с крещения князя Владимира в конце X века и отмечался 25 декабря.
Начиная со дня Рождества и вплоть до Масленицы было принято заключать трудовые и финансовые договоры на год.
В конце XVII — начале XVIII веков из Польши в Россию проник вертепный театр: на Рождество в специальном ящике-вертепе с помощью кукол разыгрывались сценки о рождении Иисуса Христа в пещере, где его укрывали от царя Ирода. Позже появились и другие сюжеты. Эта традиция продержалась вплоть до Октябрьской революции 1917 года. К концу XIX века непременным атрибутом Рождества как в городе, так и в деревне стала украшенная рождественская ёлка, а с начала XX века подарки стал носить российский аналог западного Санта-Клауса — Дед Мороз.
В 1920-х годах религиозные праздники, в том числе Рождество, искоренялись атеистическим государством. Однако в ежегодных российских календарях вплоть до 1929 года церковные даты, включая Рождество, были помечены в разные годы либо как праздники, либо как дни отдыха, то есть были нерабочими днями. Рождественские дни в календарях 1919—1923 годов отмечены 7 и 8 января (из-за перехода страны в 1918 году на григорианский календарь), а 1924—1929 годов — 25 и 26 декабря.
С 1929 года в советской России было запрещено отмечать Рождество Христово. С этим запретом отменялась и рождественская ёлка, которая стала называться «поповским» обычаем. Согласно постановлению СНК СССР от 24.09.1929 «О рабочем времени и времени отдыха в предприятиях и учреждениях, переходящих на непрерывную производственную неделю»: «В день нового года и в дни всех религиозных праздников (бывших особых дней отдыха) работа производится на общих основаниях».
В 1935 году в результате неожиданного поворота государственной политики рождественские традиции были приняты как часть светского празднования Нового года 1 января. С тех пор «рождественская ёлка» в современной России устойчиво воспринималась как «новогодняя». Подарки, посещения Деда Мороза также стали частью новогодних традиций и утратили первоначально рождественские ассоциации. В 1937 году на встрече Нового года в московском Доме Союзов в качестве спутницы и внучки Деда Мороза впервые появилась Снегурочка — русский сказочный персонаж, уже не связанный с праздником Рождества. Сам праздник Рождества отмечался 7 января, в соответствии с православным календарём.
Традиция официального празднования Рождества на государственном уровне была возрождена в 1991 году: в декабре 1990 года Верховный Совет РСФСР принял постановление, объявлявшее православный праздник Рождества нерабочим днём. Уже 7 января 1991 года было нерабочим. Однако в некоторых республиках РСФСР, например, Татарской АССР, это постановление было проигнорировано, и государственные учреждения в этот день работали. В настоящее время Рождество является частью общих «новогодних каникул», которые начинаются от Нового года (или накануне) и продолжаются до Бабьих каш.

## Народные традиции празднования

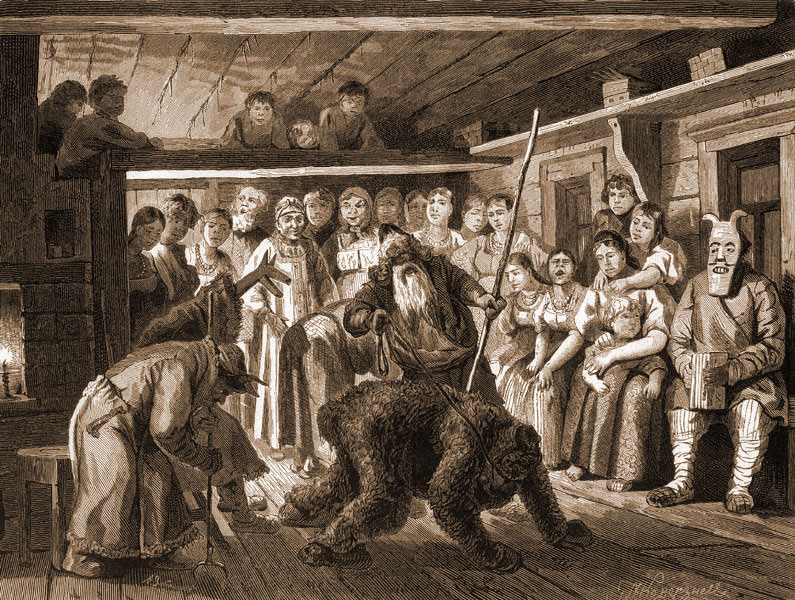
Ряженые: медведь, дед-поводырь, старуха, коза (рисунок П. Каверзнева, XIX век)

В некоторых местностях до нашего времени ещё сохраняется древний обычай колядования, когда ряженые накануне Рождества и в Святки ходят по домам, часто с закреплённой на шесте самодельной звездой, поют славословия Христу или колядки-пожелания, а в ответ получают всякие угощения с рождественского стола. Самое известное литературное произведение, в котором описывается этот славянский обряд, — «Ночь перед Рождеством» Н. В. Гоголя. Вместе с тем действовавший в Российской империи закон запрещал «в навечерие Рождества Христова и в продолжение святок заводить, по старинным идолопоклонническим преданиям, игрища и, наряжаясь в кумирские одеяния, производить по улицам пляски и петь соблазнительные песни».
Распространённым рождественским обычаем в деревнях было сооружение во дворе, а затем сожжение соломенного стога. Вся родня при этом стояла кругом в благоговейном молчании, пока солома не сгорала полностью. По поверью, умершие предки в эти мгновения приходят погреться у огня, зажжённого их потомками, и могут способствовать плодородию. С вечера накануне Рождества начинались, по обычаю, святочные гадания.
В прошлом у русских земледельцев считалось дурной приметой, если в день Рождества из числа посторонних людей первой в жилище входила женщина — считалось, что в этом доме женская половина семейства будет болеть весь год. К Рождеству хозяева обязательно убирали избу, мылись в бане, стелили чистую скатерть, припасали новую одежду, которую и надевали с началом дня, так как верили, что от этого зависел будущий урожай. За завтраком не давали пить простую воду, так как полагали, что человека, испившего воды рождественским утром, целое лето будет мучить жажда. Под страхом всевозможных бед и напастей в Рождество ничего не сгибали, не плели, не шили. Ножки обеденного стола связывали друг с другом верёвкой, чтобы скотина не убегала из стада. Днём, после утреннего богослужения священники обходили дома прихожан и совершали «славление» Бога (христославили).
На рождественский ужин было принято приглашать знакомых одиноких людей, одиноких путников. Остатки вечерней трапезы выносили за ограду, чтобы волки, «отведав и познав человеческую доброту», не вредили крестьянской скотине.

## Традиционные русские блюда

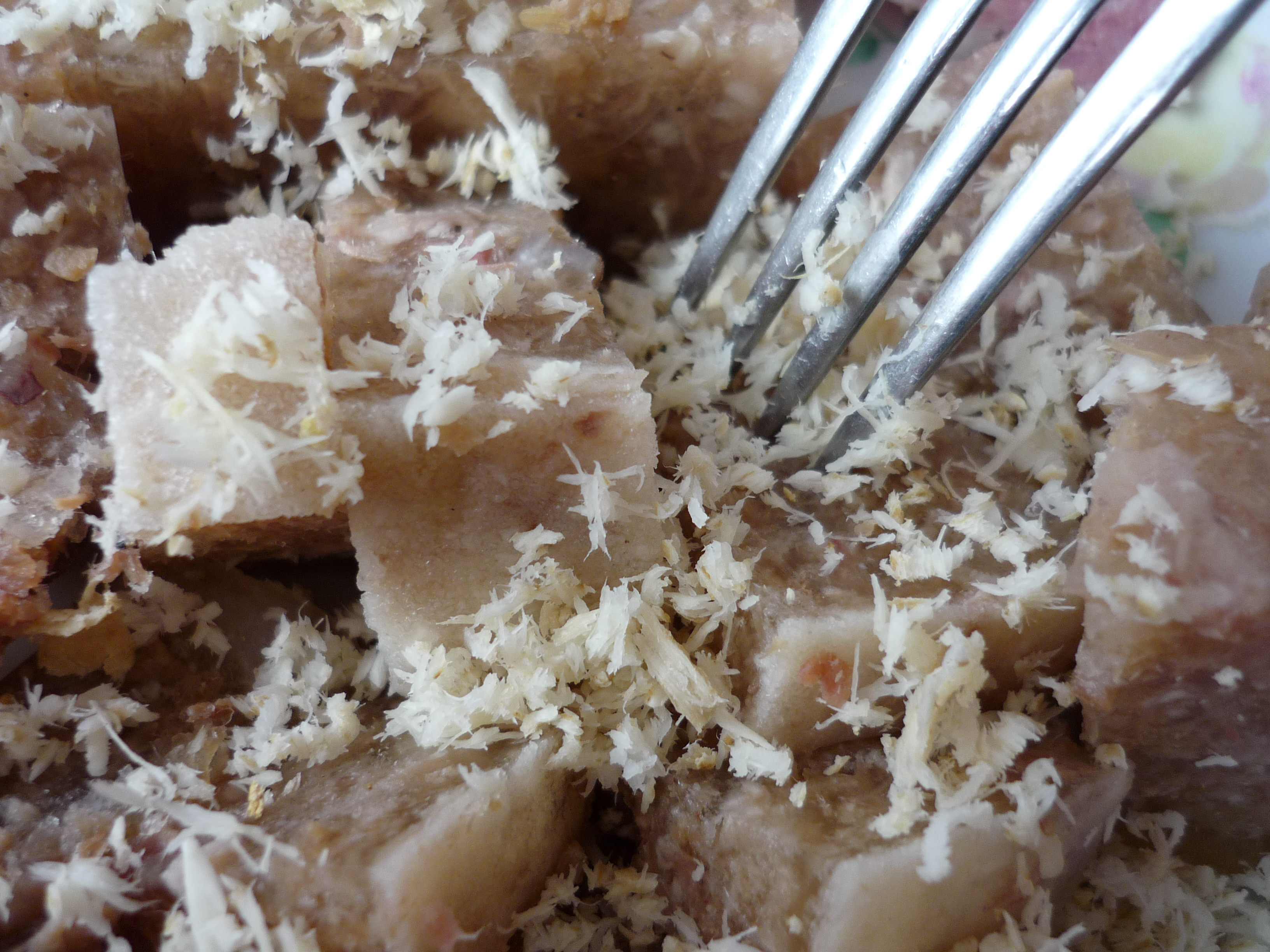
Холодец, резаный кусочками, с хреном

Главными и обязательными на рождественском столе в старой России являлись разнообразные блюда из свинины: зажаренный поросёнок, фаршированная свиная голова, жареное мясо кусками, свиной студень. На рождественский стол подавали также много других мясных блюд: гуся с яблоками, зайца в сметане, дичь, баранину, рыбу целиком и т. д. Обилие крупнокускового жареного и печёного мяса, целиком запечённой птицы и рыбы на праздничном столе было связано с особенностями устройства русской печи, которое позволяло успешно готовить крупноразмерные продукты.
Мелко нарезанное мясо и субпродукты варили в горшках вместе с традиционной полужидкой кашей. Непременным блюдом на Рождество, как и на другие праздники, были пироги: закрытые и открытые, ватрушки, калачи, пирожки, колобки, кулебяки, курники, лодочки, саечки, расстегаи, шаньги. Готовили запеканки, блины. Начинок было множество, на всякий вкус (травяные, овощные, фруктовые, грибные, мясные, рыбные, творожные, смешанные).
Сладкие блюда, подаваемые на рождественский русский стол, не были разнообразны. Это ягоды, фрукты, пастила, пряники, хворост, печенье, мёд. Пили взвары (компоты и сладкие супы, сбитень), кисели, с начала XVIII века — китайский чай.

## Современные традиции празднования

### Светские
В отличие от западноевропейских стран и США, Рождество в современной России является в основном религиозным праздником и устоявшихся общепринятых светских традиций не имеет, для подавляющего большинства являясь выходным днём, которым каждый может воспользоваться по своему усмотрению. Ранее имевшиеся в России и СССР традиции празднования Рождества, после исключения в 1929 году праздника из официального календаря, были перенесены на празднование Нового Года, что сохранилось и после восстановления Рождества в числе государственных праздников в 1991 году.

### Религиозные
В ночь с 6 на 7 января, по федеральным телеканалам транслируется праздничное рождественское богослужение: великое повечерие, утреня и Литургия (с 2001 года из храма Христа Спасителя). Первая телетрансляция была организована в 1992 году по 1-му каналу Останкино и РТР. Некоторые православные верующие в это время участвуют в богослужении непосредственно в храме.
Рождество считается в православной церкви вторым по значимости праздником после Пасхи. Праздник предваряется многодневным Рождественским, или Филипповым постом, длящимся с 28 ноября по 6 января.

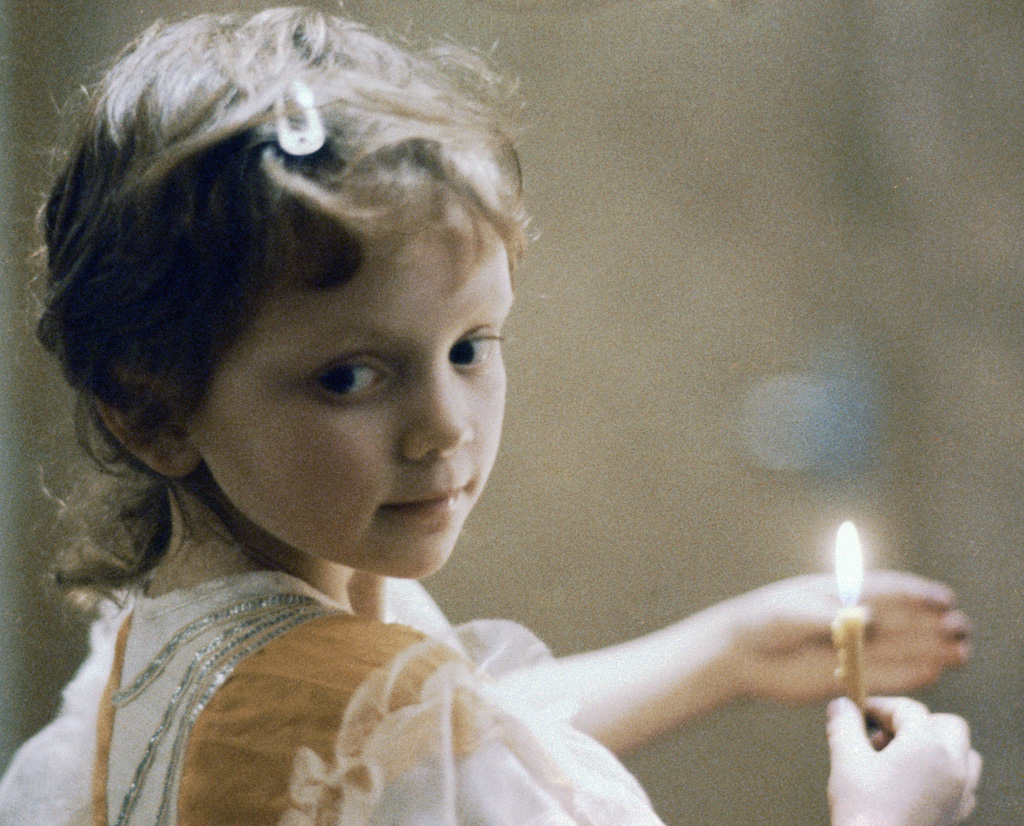
Девочка держит в руках свечу на рождественском вечере, 7 января 1995 года
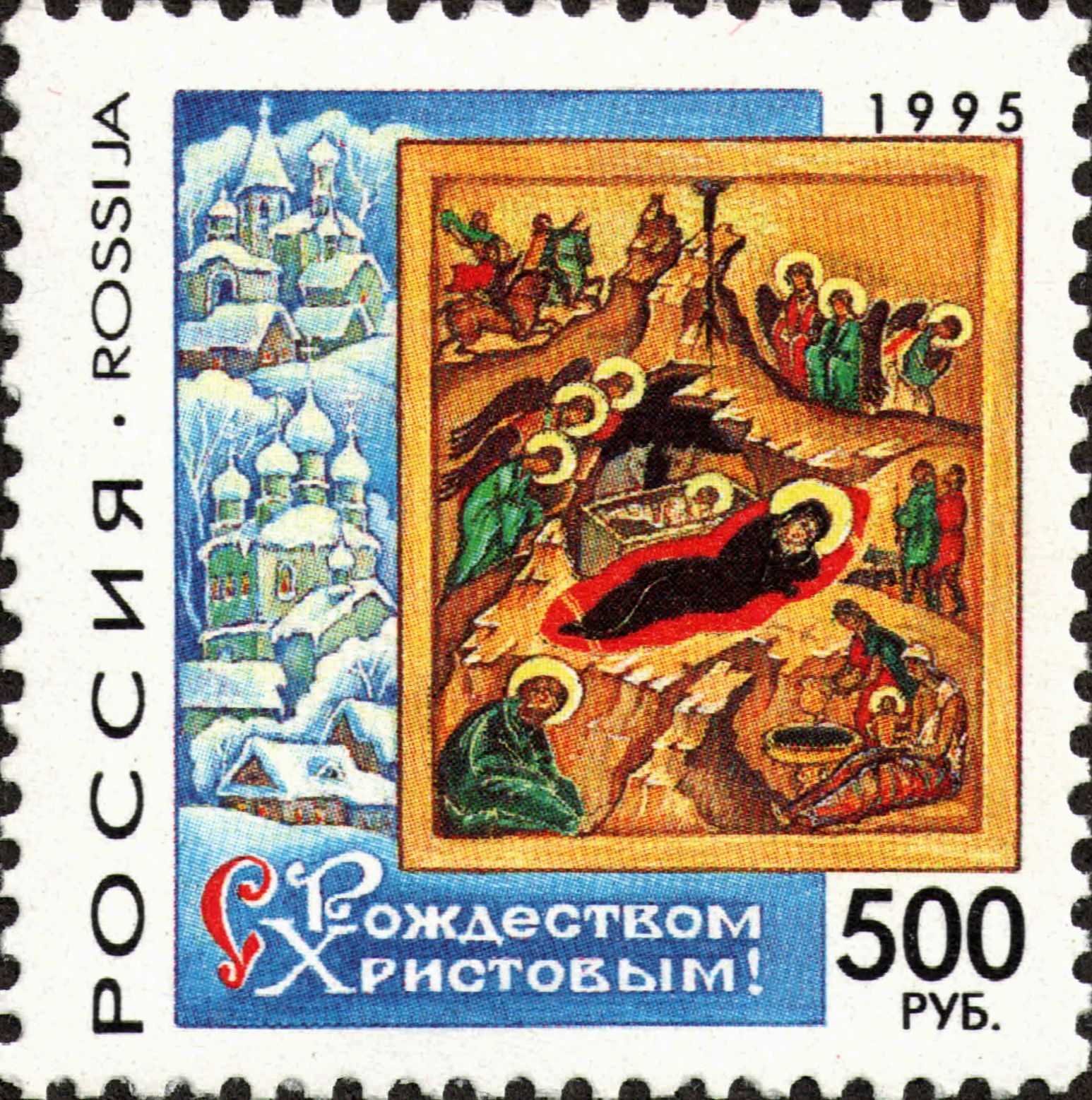
Рождественская марка России 1995 года с изображением иконы «Рождество Христово» (1497) из праздничного ряда иконостаса Успенского собора Кирилло-Белозерского монастыря
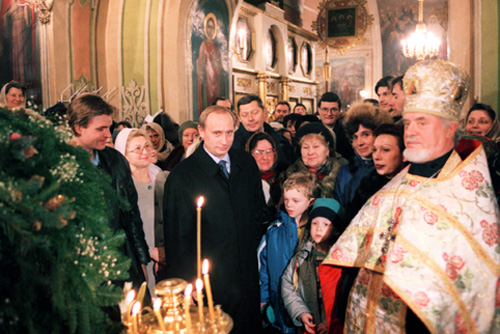
И.о. президента России В. В. Путин в храме Троицы Живоначальной на Воробьёвых горах (6 января 2000 года)
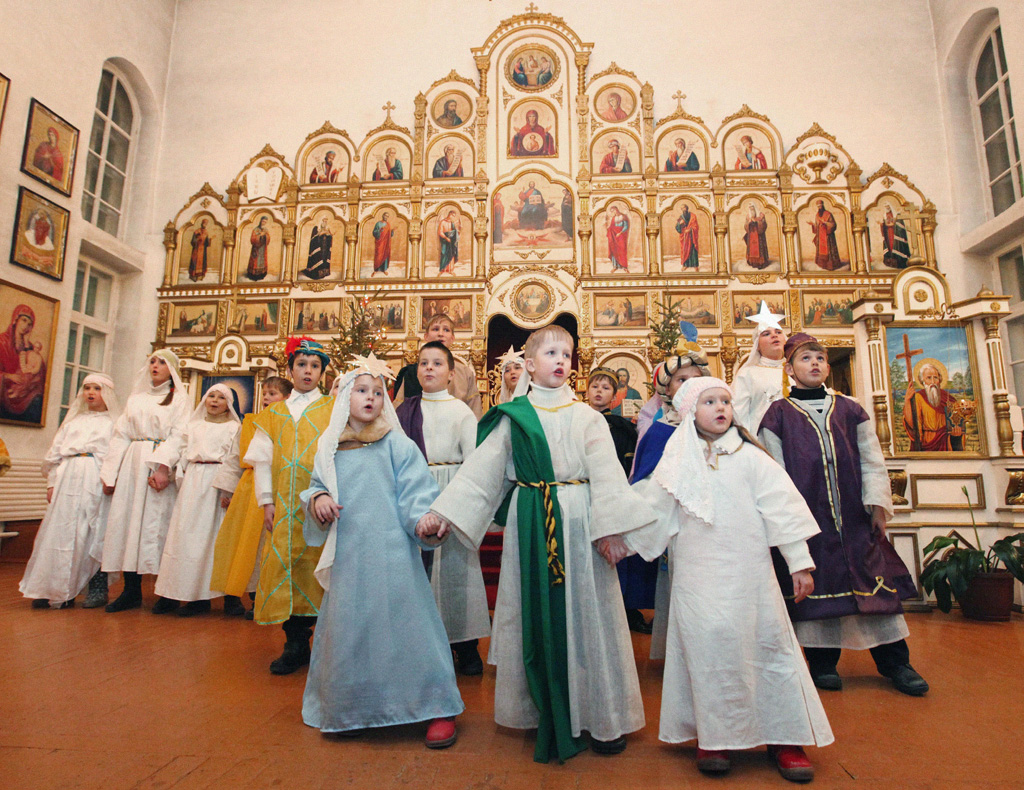
Воспитанники воскресной школы в храме представляют историю Рождества Христова (Приморский край, 2011 год)

## Жалобы в Конституционный суд РФ
В 1999 году атеист М. В. Агбунов просил проверить конституционность постановления о признании 7 января нерабочим днём. В принятии к рассмотрению жалобы Конституционным судом было отказано по причине, что «указанные нормативные предписания относятся к законодательству о праздничных нерабочих днях <…> и не содержат положений, свидетельствующих о нарушении конституционных прав и свобод, перечисленных заявителем. (статьи 14, 19 (часть 2), 28 и 29 (часть 2) Конституции России)».
В 2008 году неоязычником Ю. Салимгареевым была подана жалоба в Конституционный суд Российской Федерации. По мнению заявителя, тот факт, что православное Рождество официально считается выходным днём, противоречит Конституции Российской Федерации, в соответствии с которой «никакая религия не может устанавливаться в качестве государственной и обязательной». Жалоба по существу не рассмотрена, была отклонена с пояснением, что работать или отдыхать 7 января — решает законодатель.

## Приметы
- На Рождество и солнце играет[18].
- Иней на деревьях в первые три дня Рождественских праздников — к обильному урожаю хлеба[18].
- Если в этот день тепло — весна будет холодная[18].
- В Рождество день тёплый — хлеб будет тёмный, густой[1].
- Если метельная ночь — пчёлы хорошо роиться будут[1][18].
- В ночь звёзд густо — густо и ягод (гороха[1]) будет, если редко звёзды, то мало и ягод уродится[18].
- Если Рождество на новом месяце, то год будет неурожайным[1].

## Другие праздники в день Рождества
С 1814 по 1916 год в Российской империи в день Рождества Христова (25 декабря) также праздновался день «воспоминания избавления Церкви и Державы Российской от нашествия галлов и с ними двунадесяти языков» — в честь героев войны 1812 года.